# Črni Potok pri Velikih Laščah
Črni Potok pri Velikih Laščah – wieś w Słowenii, w gminie Ribnica. W 2018 roku liczyła 22 mieszkańców.